# Göschenen
Göschenen is een gemeente en plaats in het Zwitserse kanton Uri. Göschenen telde in 2013 440 inwoners.

## Geschiedenis
Göschenen is voor het eerst genoemd in 1280 als Geschenden. In 1290 werd genoemd als Gescheldun, dan in 1294 als Geschenen en in 1429 als Gestinen. Göschenen is sinds 1875 een zelfstandige gemeente. Daarvoor maakte de plaats deel uit van de gemeente Wassen.

## Geografie
Göschenen heeft een oppervlakte van 104,1 vierkante kilometer. Van dit gebied, wordt 7,3% gebruikt voor agrarische doeleinden, terwijl 11,4% is bebost. De rest van het land, is voor 0,9% bebouwd (gebouwen of wegen) en de rest (80,4%) is niet-productief (rivieren, gletsjers en bergen). In de 1993/97 landmeting, 5,1% van de totale landoppervlak was zwaar bebost, terwijl 5,5% is bedekt met kleine bomen en struiken. Van de landbouwgrond, wordt 0,0% gebruikt voor de landbouw of weiden, terwijl 0,7% wordt gebruikt voor boomgaarden of wijnstokken gewassen en 6,6% wordt gebruikt voor de alpenweiden. Van de bewoonde gebieden, 0,1% is bedekt met gebouwen, is 0,3% aangemerkt als bijzondere ontwikkelingen, en 0,5% is infrastructuur. Van de onproductieve gebieden, 1,3% is onproductief stilstaand water (vijvers of meren), 0,9% is onproductief stromend water (rivieren), 62,8% is te rotsachtig voor begroeiing, en 15,4% is andere onproductieve grond.

## Demografie
Göschenen heeft een bevolking (31 december 2009) van 430. In 2007 bestond 4,2% van de bevolking uit vreemdelingen. In de afgelopen 10 jaar is de populatie is afgenomen met 26,9%. Het grootste deel van de bevolking spreekt Duits of Zwitserduits (94,9%), met de Portugees als tweede meest voorkomende taal (2,0%) en Spaans als derde taal (1,2%). Met ingang van 2007 is de man-vrouwverdeling van de bevolking 49,3% mannelijk en 50,7% vrouwelijk.
In federale verkiezingen van 2007 ontving de FDP 90,4% van de stemmen. De hele Zwitserse bevolking is over het algemeen goed opgeleid. In Göschenen heeft 58,4% van de bevolking een opleiding of hoger onderwijs gevolgd (hetzij Universiteit of een Fachhochschule).
Göschenen heeft een werkloosheid van 0,81%. Met ingang van 2005 waren er 34 mensen werkzaam in de primaire economische sector en ongeveer 10 bedrijven die betrokken zijn in deze sector. 75 mensen zijn werkzaam in de secundaire sector en er zijn 4 bedrijven in deze sector. 96 mensen zijn werkzaam in de tertiaire sector, met 17 bedrijven in deze sector.
In deze tabel staat de bevolking van Göschenen door de jaren heen:
| Jaar | Inwoners |
| ---- | -------- |
| 1837 | 344      |
| 1850 | 348      |
| 1880 | 2.992    |
| 1900 | 773      |
| 1920 | 974      |
| 1950 | 698      |
| 1960 | 1.284    |
| 1970 | 888      |
| 2000 | 511      |
| 2005 | 473      |
| 2007 | 450      |
| 2016 | 450      |

## Weer
Göschenen heeft een gemiddelde van 151,4 dagen regen per jaar en gemiddeld valt er 1424 mm neerslag. De natste maand is april waarin Göschenen een gemiddeld 139 mm neerslag krijgt te verwerken. Tijdens deze maand is er neerslag voor een gemiddelde over 14,2 dagen. De maand met de meeste neerslagdagen is mei, met een gemiddelde van 15.3, maar met slechts 139 mm neerslag. De droogste maand van het jaar is september met een gemiddelde van 102 mm neerslag over 14,2 dagen. Het weerstation ligt op een hoogte van 1099 meter.

## Verkeer en vervoer

### Wegverkeer
Door de gemeente lopen de autoweg A2 met de noordelijke ingang van de Gotthard-wegtunnel en de Hauptstrasse 2 die door de Schöllenen naar Andermatt en vandaar verder door de Urseren en vervolgens over de Gotthardpas voert.

### Spoorwegen
Göschenen heeft een station, station Göschenen, aan de Gotthardspoorlijn bij de noordelijke ingang van de Gotthardtunnel. Dit station is tevens het beginpunt van de spoorlijn Göschenen - Andermatt.
Altdorf · Andermatt · Attinghausen · Bauen · Bürglen · Erstfeld · Flüelen · Göschenen · Gurtnellen · Hospental · Isenthal · Realp · Schattdorf · Seedorf · Seelisberg · Silenen · Sisikon · Spiringen · Unterschächen · Wassen
- Gemeinsame Normdatei: 4232484-1
- Historisch woordenboek van Zwitserland: 000697
- Virtual International Authority File: 246608656
- WorldCat: E39PCjJhrY3xc7PRCrX66BPVcq